# أدولف كيفر
أدولف كيفر هو رياضياتي سويسري، ولد في 22 يونيو 1857 في Selzach ‏ في سويسرا، وتوفي في 15 نوفمبر 1929.